# Atrichopogon edentatus
Atrichopogon edentatus är en tvåvingeart som beskrevs av Remm 1972. Atrichopogon edentatus ingår i släktet Atrichopogon och familjen svidknott. Inga underarter finns listade i Catalogue of Life.